# Vong Lu Veng
Vong Lu Veng (chinesisch 馮祿文 / 冯路文, Pinyin Féng Lùwén; * 12. März 1950) ist ein ehemaliger Tischtennisspieler aus Hongkong. Er nahm an den Olympischen Spielen 1988 und am World Cup 1982 teil. 

## Werdegang
Vong Lu Veng siegte 1977 und 1983 bei den Commonwealth-Meisterschaften im Doppel.
Er trat im Einzel- und Doppelwettbewerb der Olympischen Spiele 1988 in Seoul an. Im Einzel landete er nach drei Siegen und vier Niederlagen auf Platz 33. Das Doppel mit Lo Chuen Tsung gewann zwei Spiele und verlor fünf, woraus Platz 21 folgte.
In der Weltrangliste belegte Vong Lu Veng Anfang 1983 Platz 37.

## Spielergebnisse
- Olympische Spiele 1988 Einzel[3]
  - Siege: Mourad Sta (Tunesien), Joe Ng (Kanada), Mario Álvarez (Dominikanische Republik)
  - Niederlagen: Carl Prean (Großbritannien), Yu Nam-kyu (Südkorea), Leszek Kucharski (Polen), Jindřich Panský (Tschechoslowakei)
- Olympische Spiele 1988 Doppel mit Lo Chuen Tsung[4]
  - Siege: Fatai Adeyemo/Yomi Bankole (Nigeria), Jorge Gambra/Marcos Núñez (Chile)
  - Niederlagen: Jörg Roßkopf/Steffen Fetzner (Bundesrepublik Deutschland), Kiyoshi Saitō/Takehiro Watanabe (Japan), Carlos Kawai/Cláudio Kano (Brasilien), An Jae-Hyeong/Yu Nam-kyu (Südkorea), Andrzej Grubba/Leszek Kucharski (Polen)